# Garry Maddox
Garry Lee Maddox (Cincinnati, Ohio, 1 de septiembre de 1949), más conocido como Garry Maddox, es un exjugador profesional estadounidense de béisbol que se desempeñó en la posición de jardinero central en las Grandes Ligas de Béisbol (MLB). Logró obtener ocho Guantes de Oro.

## Carrera
Maddox jugó como profesional cuatro temporadas en San Francisco Giants (1972-1975), después pasó a Philadelphia Phillies, donde jugó doce temporadas (1975-1986), y fue el equipo en el que se retiró.

## Premios
Fue galardonado con el Guante de Oro en ocho oportunidad (1975, 1976, 1977, 1978, 1979, 1980, 1981 y 1982).